# El Hassi
El Hassi (em árabe: الحاسى) é uma cidade localizada na província de Batna, no noroeste da Argélia. Sua população era de 7 990 habitantes, em 2008.